# えちご (巡視船)
「えちご」（Echigo）は、海上保安庁のヘリコプター1機搭載型巡視船。つがる型巡視船の7番船にあたり、PLH-08の記号・番号を付されている。本記事は、本船の船暦について主に取り扱っているため、性能や装備等の概要についてはつがる型巡視船を参照されたい。

## 船歴
1990年2月28日に竣工し、新潟海上保安部（第九管区）に配属された。船名は越後国に由来する。

### 海賊対策派遣
2000年頃から、海上保安庁では、海賊対策のため巡視船を派遣しており、2010年代以降は「えちご」および同型船「つがる」が派遣されている。
2021年1月8日から約1か月間の予定で、フィリピン周辺海域向け派遣中のところ、「えちご」に乗船する職員2名が新型コロナウイルスに感染していることが確認され、派遣を中止した。

### 座礁事故
2023年1月18日6時34分、新潟県柏崎市椎谷鼻の北西約1.1kmの海上にて座礁した。船体を損傷し油の流出が発生したが、転覆や沈没の恐れはないと判断された。また、乗組員33名に怪我はなかった。新潟海上保安部は、「えちご」が椎谷鼻灯台の灯光が消えていたことを確認し、状況を確認するため沿岸に近づいたところ座礁したと発表。当時は雨天で風速約11m視程10kmと、やや荒天であった。新潟海上保安部は、巡視船艇3隻を現場に向かわせると共に、機動救難士をヘリコプターより降下させ、船底の状況などを確認した。
同19日6時過ぎからサルベージ会社の技師8名が乗船し、船内の状況を確認。11時ごろには潜水調査を行い船外も確認した。なお、浸水したのは測深儀が装備されている区画で、さらなる浸水の恐れはないと発表された。
スクリュープロペラの破損により自力航行不能であり、左舷のフィンスタビライザーの翼部が脱落、舵の先端や主機室と補機室間の隔壁が変形、音波ログのドームが破孔したほか、中央部船底を中心に船底外板に多数の擦痕を認めた。しかし、浸水区画のハッチを閉めることで浸水拡大を防いでいるうえ、船底と海底の接触状況がそれほど深刻でないことなどから離礁作業は可能と判断されたため、21時ごろに日本サルヴェージの海難救助船「航洋丸」が現場に到着し離礁作業を開始、同20日1時45分までに作業を完了し曳航を開始、15時25分頃に新潟西港中央埠頭に入港した。第九管区海上保安本部は本事故を回の事故を業務上過失往来危険容疑で捜査しており、着岸後、同保安本部の捜査官が船内に入り、乗員から事故当時の状況などについて聴取を始めた。同保安本部によれば、潜水調査では浸水の原因となった箇所を発見できなかったほか、現場の水深は約5mで、ごつごつとした岩場で起伏に富んでいるが、岩が船体に突き刺さるような深刻な状況ではなかったという。また新潟海上保安本部は、一連の離礁・曳航作業に6,600万円の費用を要したと発表した。
今後は、応急処置をしたうえで修理業者による詳細な船体調査を実施、県外の造船所に運び、本格的な修理を行うとされた。同保安本部は「1カ月以内には造船所と修理の契約を結べるのではないか」との見通しを示した。
2023年2月3日、破損部の調査を行うジャパン マリンユナイテッド（JMU）舞鶴事業所へ回航のため、曳航されて新潟西港を出港。2月5日午前10時にJMU舞鶴事業所に到着した。
2023年3月17日、第九管区海上保安本部は「えちご」航海長を業務上過失往来危険の疑いで新潟地方検察庁に書類送検した。同海上保安本部の捜査による送検理由は、「航海長は、灯台が消灯していることを本部に連絡するため操船指揮を離れる際、責任者として他の乗組員に適切な指示を怠り、残った乗組員がレーダーや海図などで船の位置や水深を確認するのを怠ったため、船を座礁させた疑い」。6月12日、新潟区検察庁は業務上過失往来危険の罪で前航海長を略式起訴した。同月20日付で新潟簡易裁判所は罰金30万円の略式命令を出した。
2023年10月8日、深田サルベージ建設による曳航により舞鶴を出航。同月12日室蘭へ到着し、函館どつく室蘭製作所で本格的な修理が実施された。
2024年11月までに修理が完了し、同年12月10日に配属先である新潟西港へ入港し、業務に復帰する予定であった。
2024年12月9日、北海道函館沖合いを航行中に主機が二基とも異常停止した。乗組員が復旧させ自力航行可能となったが、10日に予定していた新潟港への入港を延期し、原因を調べることとなった。その後、燃料の不純物を取り除く機器の目詰まりが原因と特定。清掃と点検を行い、14日に新潟西港に入港、復帰した。

## 搭載機の変遷
| 機種               | 機番  | 愛称   | 配属期間                    | 備考 |
| ------------------ | ----- | ------ | --------------------------- | ---- |
| ベル 212           | MH930 | 日本海 | 1990年2月28日－2015年7月7日 |      |
| シコルスキー S-76D | MH916 | みさご | 2015年6月30日－             |      |